# Harry Potter i więzień Azkabanu (ścieżka dźwiękowa)
Harry Potter i więzień Azkabanu – ścieżka dźwiękowa do filmu o tej samej nazwie, nakręconego na podstawie książki J.K. Rowling. Jest to trzecia kompozycja napisana przez Johna Williamsa do serii Harry Potter. Album był nominowany do wielu prestiżowych nagród, m.in. Oscara, Grammy czy World Soundtrack Academy. Został wydany 25 maja 2004 roku.

## Lista utworów
1. „Lumos! (Hedwig's Theme)” – 1:38
2. „Aunt Marge's Waltz” – 2:15
3. „The Knight Bus” – 2:52
4. „Apparition on the Train” – 2:15
5. „Double Trouble” – 1:37
6. „Buckbeak's Flight” – 2:08
7. „A Window to the Past” – 3:54
8. „The Whomping Willow and the Snowball Fight” – 2:22
9. „Secrets of the Castle” – 2:32
10. „The Portrait Gallery” – 2:05
11. „Hagrid the Professor” – 1:59
12. „Monster Books and Boggarts!” – 2:26
13. „Quidditch, Third Year” – 3:47
14. „Lupin's Transformation and Chasing Scabbers” – 3:01
15. „The Patronus Light” – 1:12
16. „The Werewolf Scene” – 4:25
17. „Saving Buckbeak” – 6:39
18. „Forward to Time Past” – 2:33
19. „The Dementors Converge” – 3:12
20. „Finale” – 3:24
21. „Mischief Managed!” – 12:10